# David Graiver
David Graiver, né en 1941 à Buenos Aires et mort le 7 août 1976 dans un mystérieux accident d'avion, était un homme d'affaires et banquier argentin. Toutefois, le district attorney de Manhattan, Robert Morgenthau, a exprimé des doutes sur sa mort, parce que quelques jours après celle-ci, l'American Bank & Trust a déclaré faillite à la suite de fraudes où Graiver aurait participé.

## Biographie
Il était le propriétaire de l'entreprise Papel Prensa, principale usine de papier journal du pays. Il a été accusé par les militaires à la tête de la dictature d'être lié au groupe armé des Montoneros. 
À sa mort, les actions de son journal ont été réparties par les militaires entre les journaux Clarín, La Nación et La Razón. Sa mort suspecte et surtout la décision de répartir ces parts entre les autres journaux suscite toujours la controverse et a notamment été un des éléments du combat que se livre le gouvernement de Cristina Kirchner et le groupe Clarín, la veuve de David Graiver ayant déclaré avoir été obligée de vendre ses parts. Son frère a toutefois affirmé que la décision de vendre les parts de l'entreprise était antérieure à sa mort suspecte.
Le district attorney de Manhattan Robert Morgenthau a douté que Graiver soit mort dans l'écrasement d'avion. En effet, les autorités mexicaines n'ont jamais enquêté sur l'accident et les boîtes noires n'ont jamais été découvertes. En 1978, le bureau de Morgenthau a publié une condamnation pour fraude (embezzlement) contre Graiver pour la faillite de l'American Bank & Trust survenue le 15 septembre 1976. À ce moment, c'était la quatrième plus grosse faillite de l'histoire du système bancaire américain. Les banques sous le contrôle de Graiver, en Argentine et ailleurs, ont aussi fait faillite,. La New York State Supreme Court, sous l'égide du juge Arnold Fraiman, a statué le 15 janvier 1979 que Graiver est officiellement mort, sous réserve de quelques conditions toutefois.